# 我的故事 (歌曲)
《我的故事》是香港已故歌手陳百強於1987年推出的一支冠軍歌曲，由陳百強親自作曲及監製，填詞向雪懷，編曲杜自持，收錄於陳百強專輯《夢裏人》。此曲被認為是陳百強的一首自傳式歌曲，講述了他於1985年所受到的大量惡意中傷謠言。此曲甫推出即大受歡迎，並獲選為當年的十大中文金曲及勁歌金曲第四季入選歌。

## 創作背景
《我的故事》一直被公認為陳百強創作期最長，創作過程最艱鉅的歌曲，有傳當時他正身處事業樽頸，深受情傷之害，負面消息纏身，因此主歌寫畢後超過半年才能完成副歌的創作。在錄音過程中，向雪懷目睹他一口接一口把烈酒乾下，便看準他的心態：度日如年，空虛自困，懷才不遇。在開端的一句：「藏着以往故事的臉，走進再走出一天，雙眼的茫然，偷看每天。」闡述公眾的真實寫照。從首兩個A段的「無記憶」、「無認識」、「無意識」、「無目的」，充分反映歌者的人生觀。B段提出兩道問題，暗示公眾人物為求形象，不能隨意露出真面目，因此一般市民都是知道他的表面，卻不知他的情感；他們表面上過得很充實，實際上卻面對着內憂外患，忍辱偷生，委曲求全，如同戴上假面具。第三個A段「苦痛的謠傳，累人不淺！」是他對輿論壓力的宣洩，也是歌曲的中心思想。整首歌詞就是講述，無論有何經歷，人總是要每日過生活，哪怕是虛度光陰才能過活，總之就是期待着新一天。縱然幸福與現實愈走愈遠，始終期望重過快樂的生活，而這些正是陳百強的真實寫照。

## 後續影響
此曲推出後，由小美推動的自傳式歌曲推向高潮，陸陸續續有不少講藝人內心獨白的歌曲推出。1991年初向雪懷再為陳百強填下《我的故事》的後續歌曲《一生不可自決》（賴健聰作曲），並獲選為該年度勁歌金曲第一季季選。
其他同類作品，還包括1989年作詞人林夕為張國榮填《側面》時，也闡明了一個現象：「你所知的我其實是那面。」（藝人進行表演娛樂公眾時，公眾根本不知道他們的心態。）八十年代末期向雪懷又填了不少自傳式歌曲，例如譚詠麟的《藝海浮台》、黃凱芹的《若生命等候》、關淑怡的《這是我心裏對白》、太極樂隊的《一生不再說別離》。

## 獎項
- 1987年度十大中文金曲頒獎禮 - 十大金曲獎、最佳編曲獎（杜自持）
- 1987年度十大勁歌金曲 - 第四季入選歌曲

這首歌曲亦是兩大電台冠軍歌。

## 翻唱版本
| 年份 | 歌手   | 場合/專輯                              |
| ---- | ------ | -------------------------------------- |
| 2018 | 莫鎮賢 | 無線電視「流行經典50年」               |
| 2021 | 露雲娜 | 「音樂永續」計劃                       |
| 2021 | 伍珂玥 | 向雪怀致敬经典专场音乐会               |
| 2023 | 劉威煌 | 無線「中年好聲音2」                    |
| 2024 | 羅啟豪 | 港台「2000靚歌再重聚」                 |
| 2025 | 黃凱芹 | 「唱 · 2025 Live 黃凱芹x杜自持」演唱會 |